# Morigny (Manche)
Pour l’article homonyme, voir Morigny.
Morigny est une commune française, située dans le département de la Manche en région Normandie, peuplée de 70 habitants.

## Géographie
La commune est aux confins du Bocage virois et du pays saint-lois, sa situation dans l'arrondissement de Saint-Lô privilégiant le classement dans le second pays, la commune formant toutefois une avancée dans le département voisin. L'atlas des paysages de la Basse-Normandie la place d'ailleurs à l'ouest de l'unité du bassin de Vire caractérisée par un « paysage en écrin, pris entre les hauteurs de Saint-Sever et le Haut Pays du bocage ». Morigny fait partie du canton de Percy, mais le chef-lieu de canton le plus proche est Saint-Sever-Calvados à 5 km au sud.
Le territoire est à l'écart des grandes voies de communication. Le bourg de Morigny est relié à Montbray à l'ouest par la route départementale no 454 qui continue au nord vers Saint-Vigor-des-Monts. La D 455 qui relie Montbray à Landelles-et-Coupigny traverse le nord du territoire. Morigny est à environ dix kilomètres de chacun des accès 38 (Villedieu-les-Poêles au sud-ouest, vers Rennes) et 39 (Pont-Farcy au nord-est, vers Caen) de l'autoroute A84.
La commune est dans le bassin de la Vire, par son affluent la Drôme qui délimite le territoire de l'ouest au nord-est. L'un des affluents de cette dernière, le ruisseau de la Plaine, délimite l'est du territoire et le ruisseau de la Morlière qui lui donne ses eaux continue la limite au sud.

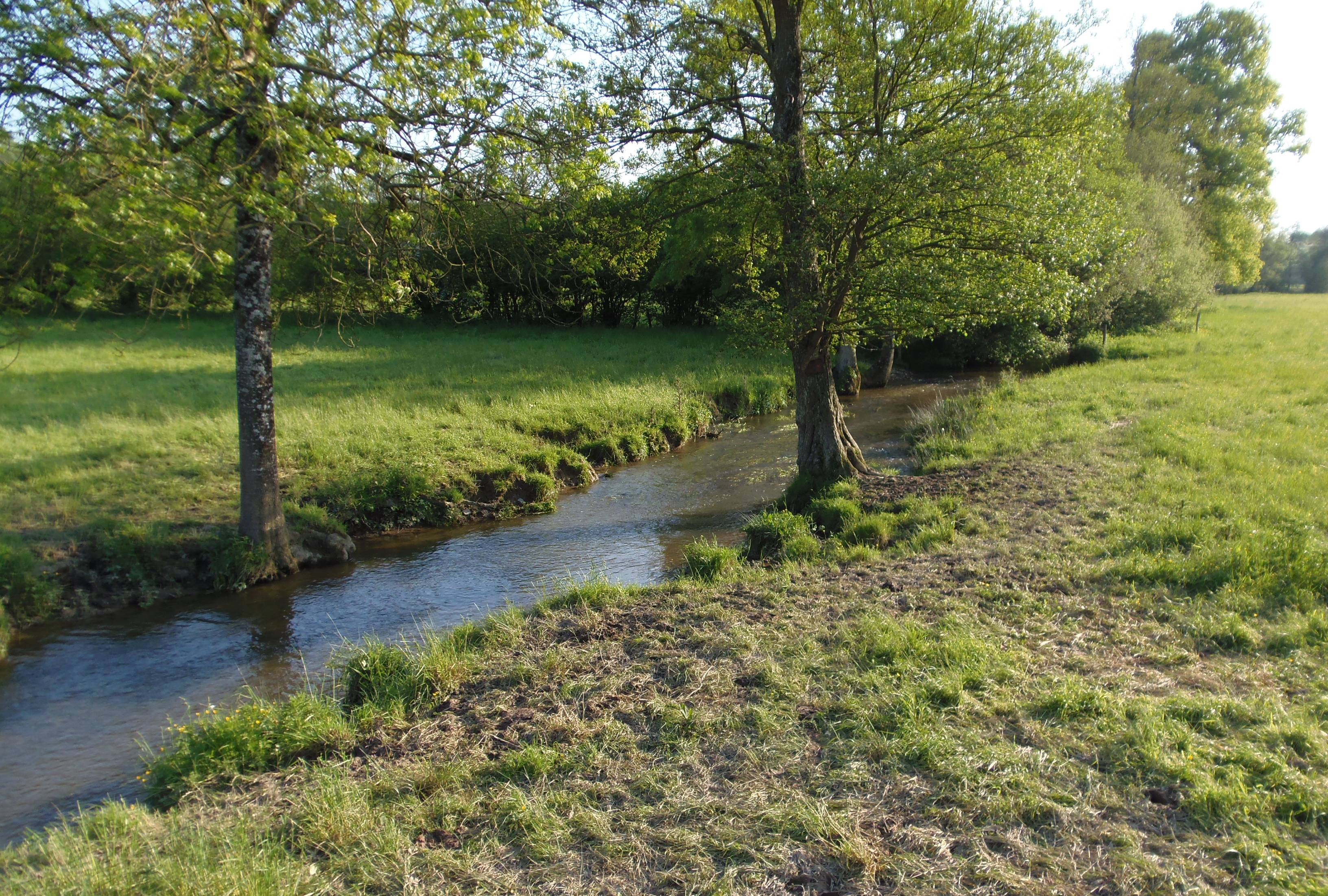
La Drôme, en limite de Montbray.

Le point culminant (163 m) se situe à l'extrême-sud de la commune, à la Bonnardière. Le point le plus bas (77 m) correspond à la sortie de la Drôme du territoire, au nord-est.
Les principaux lieux-dits sont, du nord-ouest à l'ouest, dans le sens horaire, la Masure, le Rocher, la Pidouyère, la Saulnerie, le Bourg, le Vautier, la Racinière, le Trochu, les Aulné, la Malautière, la Saussaye, la Bonnardière, le Cornu, le Trouvi, la Crière, le Trillot, la Cornière et l'Aumoire.
| Montbray                     | Montbray           | Saint-Vigor-des-Monts                                    |
| Montbray, Courson (Calvados) | Morigny            | Landelles-et-Coupigny (Calvados), Sept-Frères (Calvados) |
| Courson (Calvados)           | Courson (Calvados) | Courson (Calvados)                                       |

### Hydrographie
La commune est située dans le bassin Seine-Normandie. Elle est drainée par la Drôme, le fossé 01 des Thivellières, le fossé 02 de la Saulnerie, le ruisseau de la Morliere et le ruisseau de la Plaine,,.
La Drôme, d'une longueur de 17 km, prend sa source dans la commune de Beslon et se jette  dans la Vire à Tessy-Bocage, après avoir traversé huit communes. 

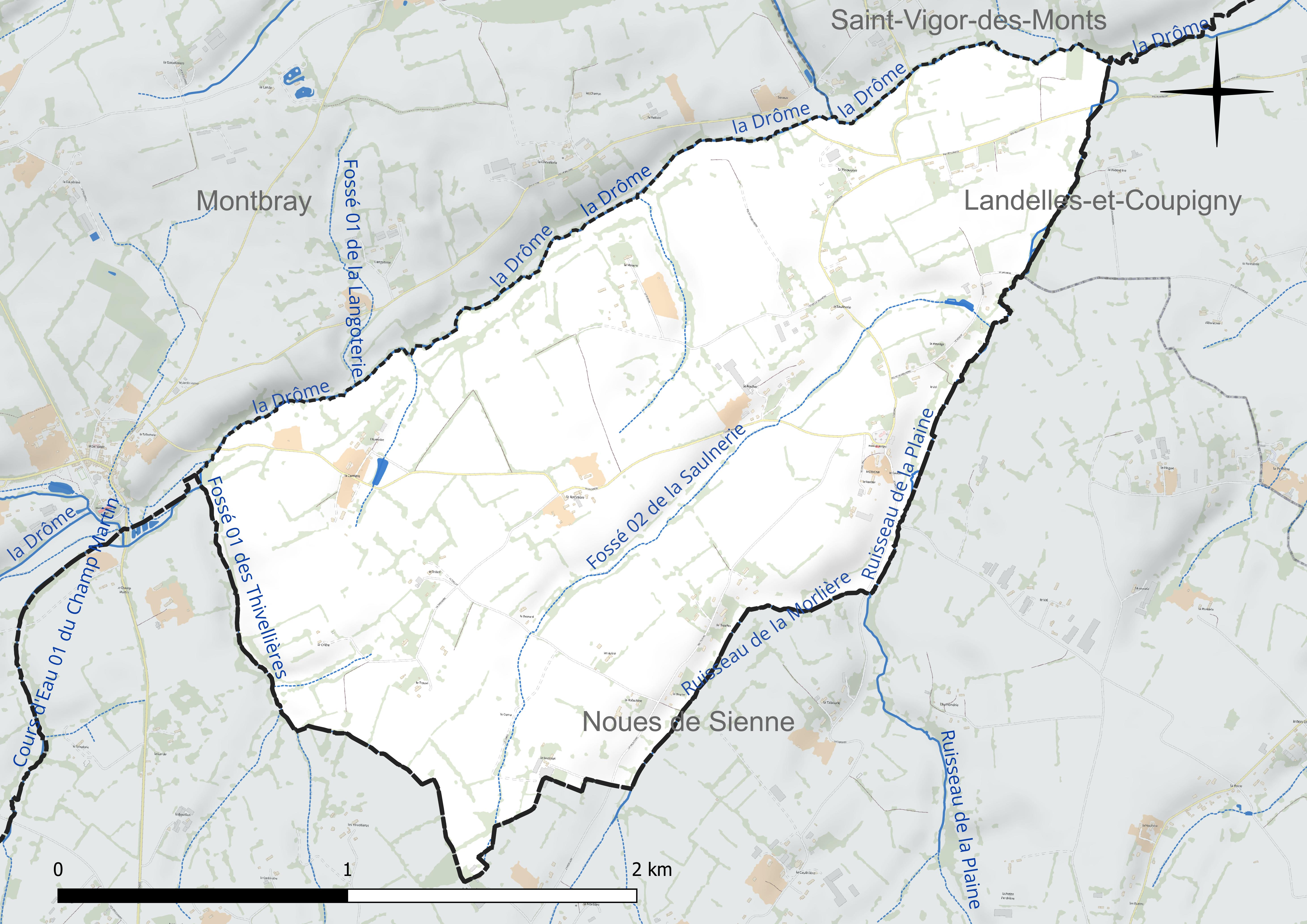
Réseau hydrographique de Morigny.

### Climat
Pour des articles plus généraux, voir Climat de la Normandie et Climat de la Manche.
En 2010, le climat de la commune est de type climat océanique franc, selon une étude du CNRS s'appuyant sur une série de données couvrant la période 1971-2000. En 2020, Météo-France publie une typologie des climats de la France métropolitaine dans laquelle la commune est exposée à un climat océanique et est dans la région climatique  Normandie (Cotentin, Orne), caractérisée par une pluviométrie relativement élevée (850 mm/a) et un été frais (15,5 °C) et venté. Parallèlement le GIEC normand, un groupe régional d’experts sur le climat, différencie quant à lui, dans une étude de 2020, trois grands types de climats pour la région Normandie, nuancés à une échelle plus fine par les facteurs géographiques locaux. La commune est, selon ce zonage, exposée à un « climat contrasté des collines », correspondant au Bocage normand, bien arrosé, voire très arrosé sur les reliefs les plus exposés au flux d’ouest, et frais en raison de l’altitude.
Pour la période 1971-2000, la température annuelle moyenne est de 10,6 °C, avec une amplitude thermique annuelle de 12,5 °C. Le cumul annuel moyen de précipitations est de 1 009 mm, avec 13,7 jours de précipitations en janvier et 8,7 jours en juillet. Pour la période 1991-2020, la température moyenne annuelle observée sur la station météorologique la plus proche, située sur la commune de Condé-sur-Vire à 19 km à vol d'oiseau, est de 11,3 °C et le cumul annuel moyen de précipitations est de 956,7 mm,. Pour l'avenir, les paramètres climatiques de la commune estimés pour 2050 selon différents scénarios d’émission de gaz à effet de serre sont consultables sur un site dédié publié par Météo-France en novembre 2022.

## Urbanisme

### Typologie
Au 1er janvier 2024, Morigny est catégorisée commune rurale à habitat très dispersé, selon la nouvelle grille communale de densité à sept niveaux définie par l'Insee en 2022.
Elle est située hors unité urbaine et hors attraction des villes,.

### Occupation des sols
L'occupation des sols de la commune, telle qu'elle ressort de la base de données européenne d’occupation biophysique des sols Corine Land Cover (CLC), est marquée par l'importance des territoires agricoles (100 % en 2018), une proportion identique à celle de 1990 (100 %). La répartition détaillée en 2018 est la suivante : prairies (44,5 %), zones agricoles hétérogènes (29,1 %), terres arables (26,4 %).

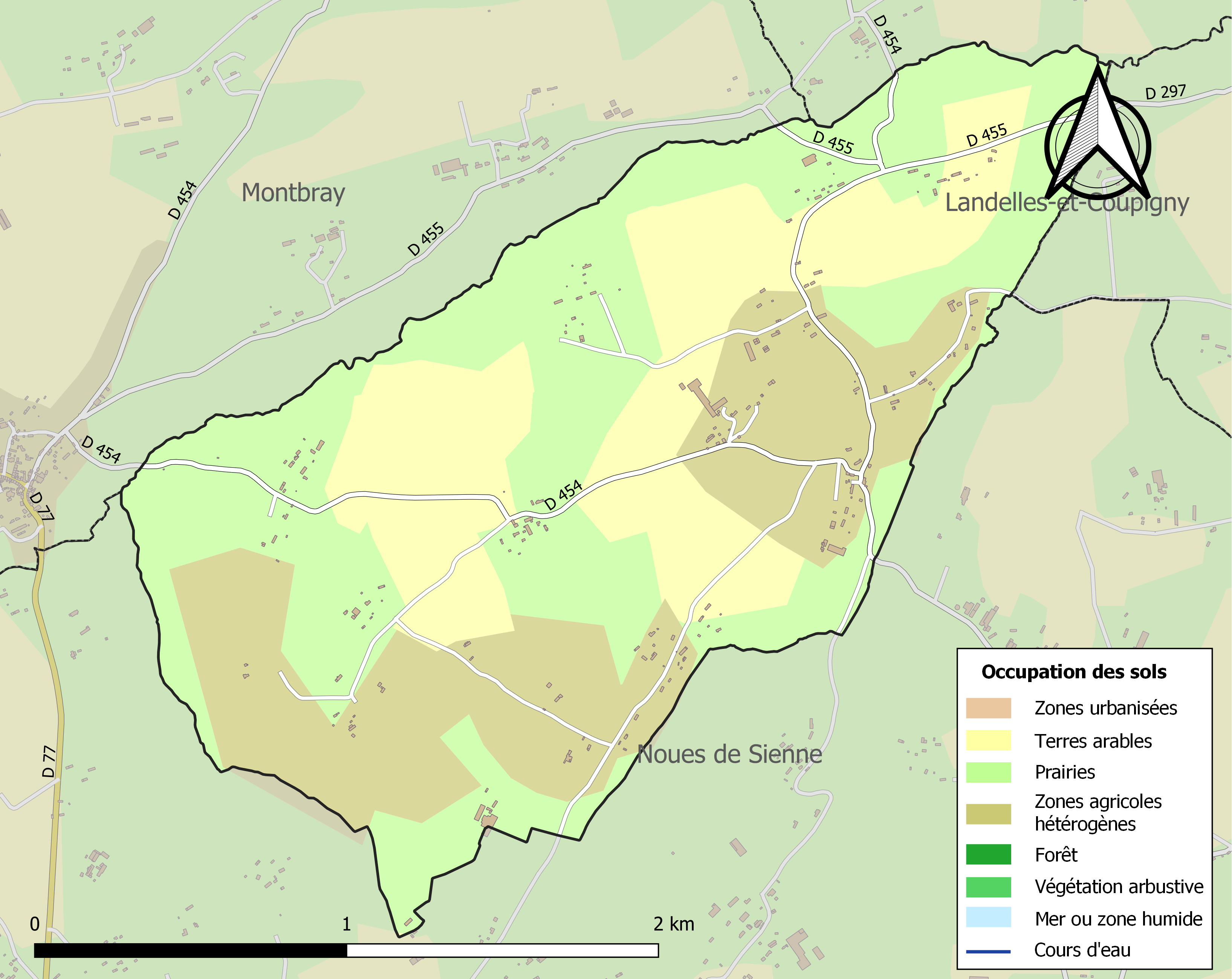
Carte des infrastructures et de l'occupation des sols de la commune en 2018 (CLC).

L'évolution de l’occupation des sols de la commune et de ses infrastructures peut être observée sur les différentes représentations cartographiques du territoire : la carte de Cassini (XVIIIe siècle), la carte d'état-major (1820-1866) et les cartes ou photos aériennes de l'IGN pour la période actuelle (1950 à aujourd'hui).

## Toponymie
Le nom de la localité est attesté sous les formes Morigneio vers 1280, Mauriniacum sans date.
Le toponyme serait issu de l'anthroponyme roman Maurinus.
Le gentilé est Morignais.

## Histoire
Au XVIIIe siècle, la paroisse a pour seigneur Pierre Gilles Trochu († 1722), également chanoine de la cathédrale de Coutances et est en possession du manoir de l'Aumoire.
Initialement attribuée au canton de Tessy, Morigny intègre le canton de Percy lors du redécoupage faisant suite à la loi du 8 pluviôse an IX (28 janvier 1801). En 2015, comme l'ensemble du canton de Percy, la commune est intégrée au canton de Villedieu-les-Poêles.

## Politique et administration

### Tendances politiques et résultats
Candidats ou listes ayant obtenu plus 5 % des suffrages exprimés lors des dernières élections politiquement significatives :
Législatives 2017 :
- 1er tour (67,65 % de votants) : Philippe Gosselin (LR) 56,52 %, Franck Simon (FN) 15,22 %, Benoîte Nouet (LREM) 13,04 %, Aurélien Marion (FG) 13,04 %.
- 2e tour (67,65 % de votants) : Philippe Gosselin (LR) 88,10 %, Benoîte Nouet (LREM) 11,90 %.

Présidentielle 2017 :
- 1er tour (86,76 % de votants) : François Fillon (LR) 32,20 %, Marine Le Pen (FN) 22,03 %, Jean-Luc Mélenchon (FG) 16,95 %, Emmanuel Macron (LREM) 15,25 %, Nicolas Dupont-Aignan (DLF) 6,78 %.
- 2e tour (77,94 % de votants) : Emmanuel Macron (LREM) 59,09 %, Marine Le Pen (FN) 40,91 %.

Régionales 2015 :
- 1er tour (57,75 % de votants) : Hervé Morin (Union de la droite) 53,85 %, Nicolas Bay (FN) 23,08 %, Nicolas Calbrix (DLF) 5,13 %, Pascal Le Manach (Extrême gauche) 5,13 %, Nicolas Mayer-Rossignol (Union de la gauche) 5,13 %, Sébastien Jumel (FG) 5,13 %.
- 2e tour (69,01 % de votants) : Hervé Morin (Union de la droite) 51,11 %, Nicolas Mayer-Rossignol (Union de la gauche) 28,89 %, Nicolas Bay (FN) 20,00 %.

Européennes 2014
- (58,21 % de votants) : FN (Marine Le Pen) 23,68 %, UDI - MoDem (Dominique Riquet) 21,05 %, UMP (Jérôme Lavrilleux) 18,42 %, EÉLV (Karima Delli) 10,53 %, FG (Jacky Hénin) 10,53 %, ND (Arthur Devriendt) 5,26 %, DLR (Jean-Philippe Tanguy) 5,26 %.

Législatives 2012 :
- 1er tour (72,86 % de votants) : Philippe Gosselin (UMP) 52,00 %, Christine Le Coz (PS) 20,00 %, Denis Féret (FN) 16,00 %, Isabelle Le Cann (FG) 6,00 %.
- 2e tour (80,00 % de votants) : Philippe Gosselin (UMP) 62,96 %, Christine Le Coz (PS) 37,04 %.

Présidentielle 2012 :
- 1er tour 92,86 % de votants) : Nicolas Sarkozy (UMP) 43,08 %, François Hollande (PS) 20,00 %, Marine Le Pen (FN) 15,38 %, Jean-Luc Mélenchon (FG) 12,31 %, François Bayrou (MoDem) 7,69 %.
- 2e tour (90,00 % de votants) : Nicolas Sarkozy (UMP) 62,07 %, François Hollande (PS) 37,93 %.

### Administration municipale
| Période                                  | Période   | Identité       | Étiquette | Qualité     |
| ---------------------------------------- | --------- | -------------- | --------- | ----------- |
| 1940                                     | 1945      | Henri Cochard  |           |             |
| 1945                                     | 1947      | Émile Goibert  |           |             |
| 1947                                     | 1954      | Victor Belin   |           |             |
| 1954                                     | 1982      | Alcime Allaire | SE        | Agriculteur |
| 1982                                     | mars 2001 | Pierre Sevaux  | SE        | Agriculteur |
| mars 2001                                | mai 2020  | Régis Hérel    | SE        | Agriculteur |
| mai 2020                                 | En cours  | Alain Eudeline | SE        |             |
| Les données manquantes sont à compléter. |           |                |           |             |

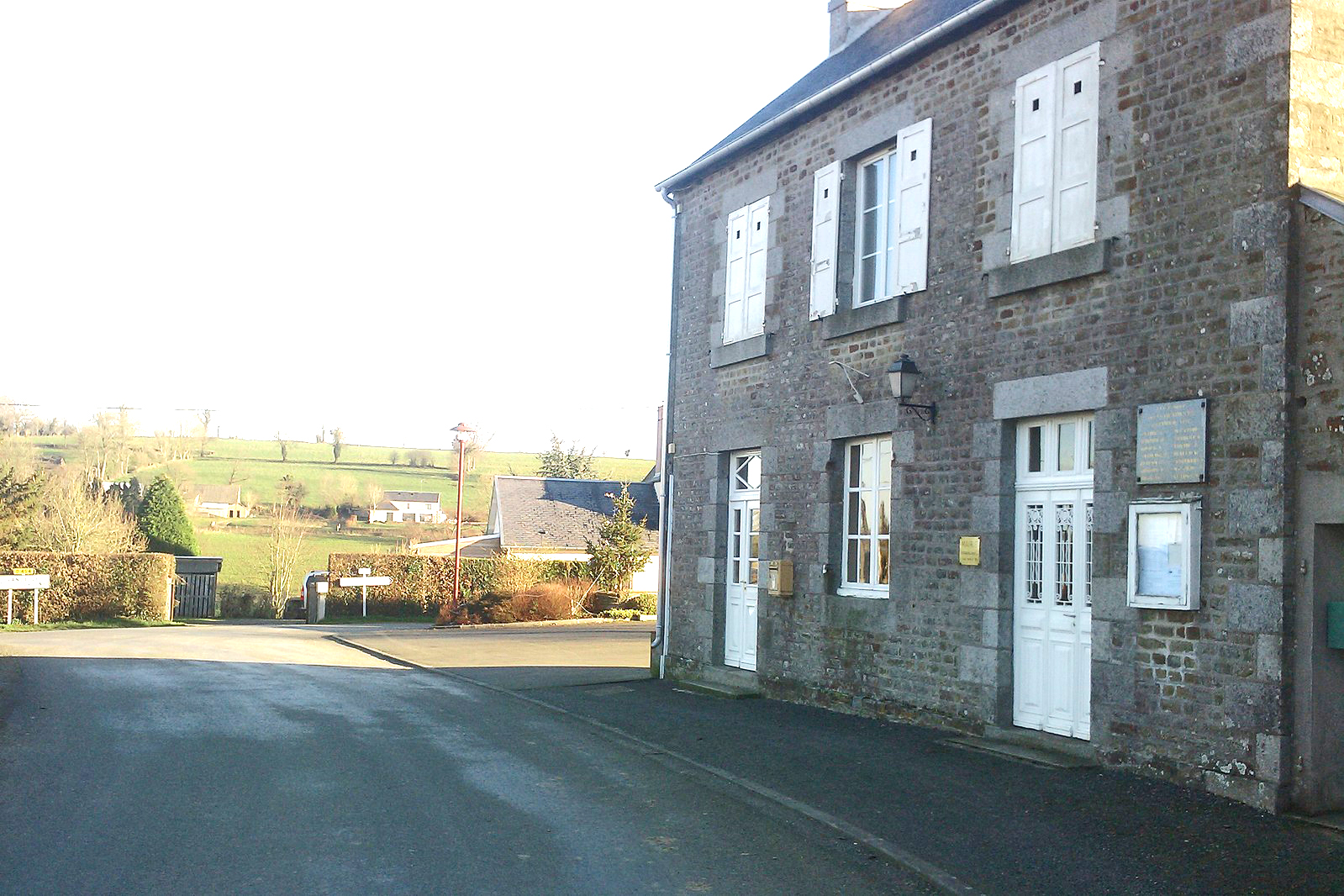
La mairie.

Le conseil municipal est composé de cinq membres (pour sept sièges) dont le maire et un adjoint.

## Démographie
L'évolution du nombre d'habitants est connue à travers les recensements de la population effectués dans la commune depuis 1793. Pour les communes de moins de 10 000 habitants, une enquête de recensement portant sur toute la population est réalisée tous les cinq ans, les populations de référence des années intermédiaires étant quant à elles estimées par interpolation ou extrapolation. Pour la commune, le premier recensement exhaustif entrant dans le cadre du nouveau dispositif a été réalisé en 2004.
En 2022, la commune comptait 70 habitants, en évolution de −21,35 % par rapport à 2016 (Manche : −0,31 %, France hors Mayotte : +2,11 %).
Morigny a compté jusqu'à 338 habitants en 1841.
| 1793 | 1800 | 1806 | 1821 | 1831 | 1836 | 1841 | 1846 | 1851 |
| ---- | ---- | ---- | ---- | ---- | ---- | ---- | ---- | ---- |
| 260  | 333  | 323  | 307  | 322  | 337  | 338  | 332  | 306  |

| 1856 | 1861 | 1866 | 1872 | 1876 | 1881 | 1886 | 1891 | 1896 |
| ---- | ---- | ---- | ---- | ---- | ---- | ---- | ---- | ---- |
| 296  | 298  | 279  | 266  | 256  | 244  | 250  | 248  | 221  |

| 1901 | 1906 | 1911 | 1921 | 1926 | 1931 | 1936 | 1946 | 1954 |
| ---- | ---- | ---- | ---- | ---- | ---- | ---- | ---- | ---- |
| 221  | 202  | 215  | 204  | 184  | 207  | 196  | 209  | 181  |

| 1962 | 1968 | 1975 | 1982 | 1990 | 1999 | 2004 | 2006 | 2009 |
| ---- | ---- | ---- | ---- | ---- | ---- | ---- | ---- | ---- |
| 171  | 161  | 139  | 118  | 104  | 83   | 91   | 91   | 88   |

| 2014 | 2019 | 2022 | - | - | - | - | - | - |
| ---- | ---- | ---- | - | - | - | - | - | - |
| 90   | 72   | 70   | - | - | - | - | - | - |

## Lieux et monuments

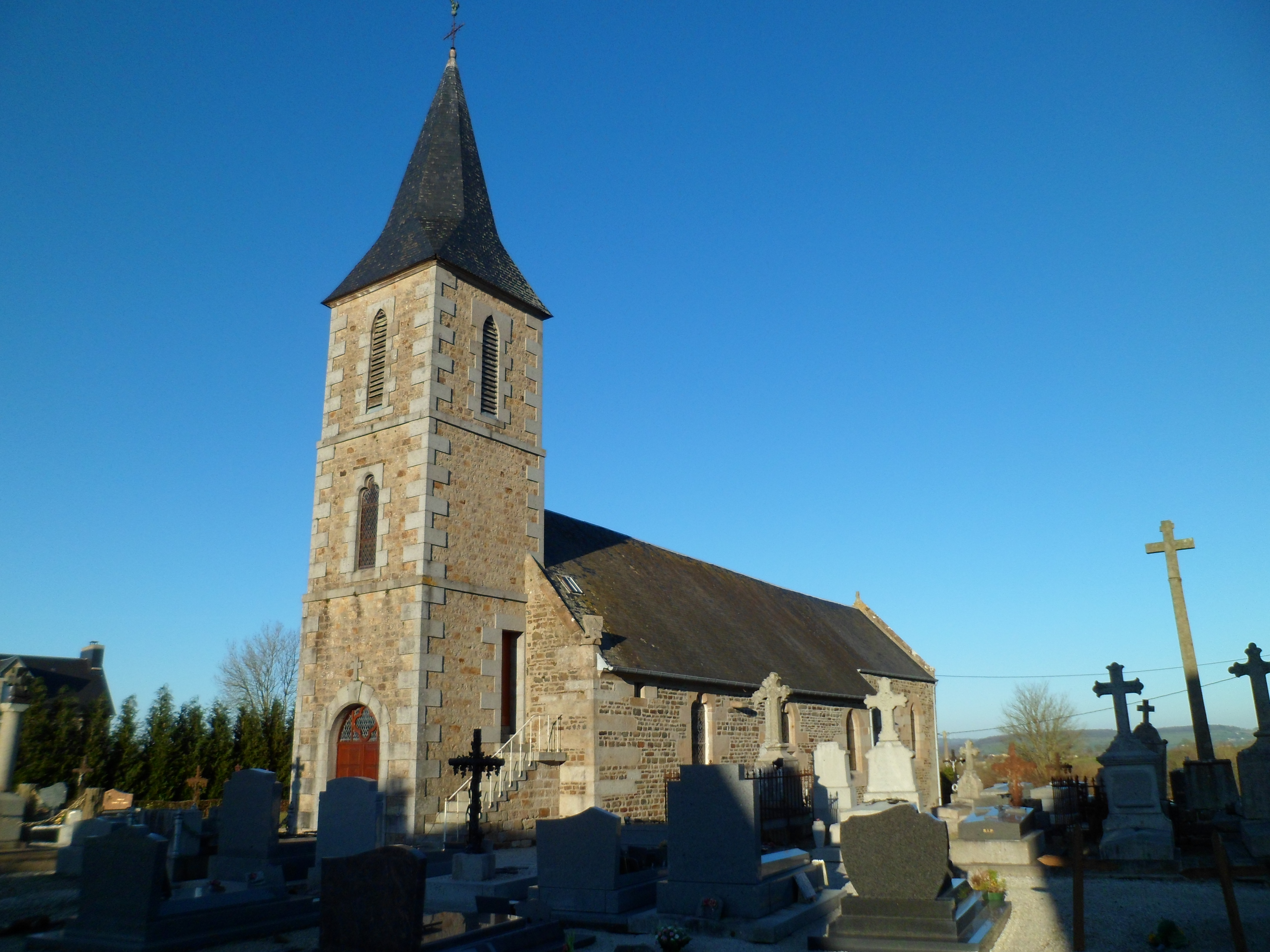
L'église Notre-Dame.

- Église Notre-Dame du XVIIe siècle refaite au XIXe siècle, avec fenêtre du chœur XVIe. Elle abrite une statue de sainte Venisse du XVIIe, une Vierge à l'Enfant du XVIIe, des dalles funéraires du XVIIIe[26].
- Croix de chemin du XVIIIe siècle.
- Manoir de l'Aumoire. Il se compose de deux logis reconstruits au XVIIe siècle, un principal et un secondaire, d'une chapelle, d'un pigeonnier et d'une boulangerie. Il subsiste de l'ancienne maison forte, l'enceinte[42].
- Plaque commémorative de la collision des deux avions KB-29 de l’armée américaine s'écrasant sur le territoire communal en faisant quatorze victimes militaires, le 2 février 1957[43].